# Jean-Baptiste de Champaigne
Jean-Baptiste de Champaigne (Bruxelles, 10 dicembre 1631 – Parigi, 27 ottobre 1681) è stato un pittore e decoratore francese, di origine fiamminga.

## Biografia
All'età di dodici anni, nel 1643, Jean-Baptiste si trasferì a Parigi per vivere con suo zio, il pittore Philippe de Champaigne, che si era stabilito in Francia sin dal 1621 e che aveva appena perso il figlio Claudio. Il giovane Champaigne ricevette la sua prima istruzione nello studio di famiglia, per poi arricchire le sue conoscenze con un viaggio a Roma dal 1658 al 1659., dove studiò in prevalenza le opere di Raffaello e Tiziano.

Tornato a Bruxelles divenne membro dell'"Accademia di S. Luca" di quella città, e al suo rientro a Parigi venne aggregato ai cantieri reali di decorazione diretti da suo zio; in particolare nell'appartamento del re nel Castello di Vincennes. Dipinse inoltre i tratti e gli elementi essenziali della decorazione dell'appartamento del Delfino nel Castello delle Tuileries.
Entrò a far parte dell'Accademia reale di pittura e scultura il 21 aprile del 1663, dopo aver portato un suo lavoro:
"Ercole, coronato dalla Virtù, sovrasta i Vizi e le Passioni" (oggi conservato al Museo di Belle arti di Lione).

Come suo zio egli fu uno dei dodici fondatori dell'Accademia e la frequentò attivamente, tenendovi anche quattro conferenze. Nel 1671, poi, gli fu offerto il posto di professore nell'Accademia stessa. A partire dal 1674 partecipò alla decorazione del Castello di Versailles, in particolare nella Sala di Mercurio e nell'oratorio della regina.

Morì a Parigi, all'età di 50 anni.
Jean-Baptiste de Champaigne fu ugualmente noto ed apprezzato come pittore religioso e, in questo campo, ricevette numerose e importanti commissioni per quadri d'altare, come ad esempio "La lapidazione di S. Paolo a Lystres" (maggio 1667), realizzato per la chiesa di Notre-Dame e oggi al Museo di Belle arti di Marsiglia.

## Studi sull'artista e l'opera
Dopo Bernard Dorival, la figura e l'opera di J.B. de Champaigne è stata particolarmente ben studiata da Nicolas Sainte Fare Garnot, Dominique Brême e Frédérique Lanoë. Il Catalogo della mostra "Alla scuola di Philippe de Champaigne" (Museo di Évreux, novembre 2007 - 2008, redatto da Dominique Brême) propone nuove attribuzioni che ampliano considerevolmente l'opera di questo artista.
Catalogo dell'Esposizione della Scuola di Belle arti del gennaio 2001: "Il disegno in Francia nel XVII secolo, nelle collezioni della "Scuola di Belle arti di Parigi".
La nuova mostra intitolata "Tre maestri del disegno", che ha avuto luogo nel Museo di Port-Royal des Champs a Magny-les-Hameaux, Yvelines nel 2009, conferma le nuove attribuzioni di opere. Il Catalogo  è stato curato da Frédérique Lanoë, storica dell'arte.

## Opere principali
- Soffitto della sala di Mercurio, Castello di Versailles.
- "Cristo mostra le stigmate a Santa Teresa",  elemento della decorazione dell'oratorio della regina Maria Teresa a Versailles.  Museo Granet,  Aix-en-Provence.
- "Estasi di Santa Teresa", elemento della decorazione dell'oratorio della regina Maria Teresa a Versailles. Museo di Belle arti,  Tourcoing.

## Galleria d'immagini

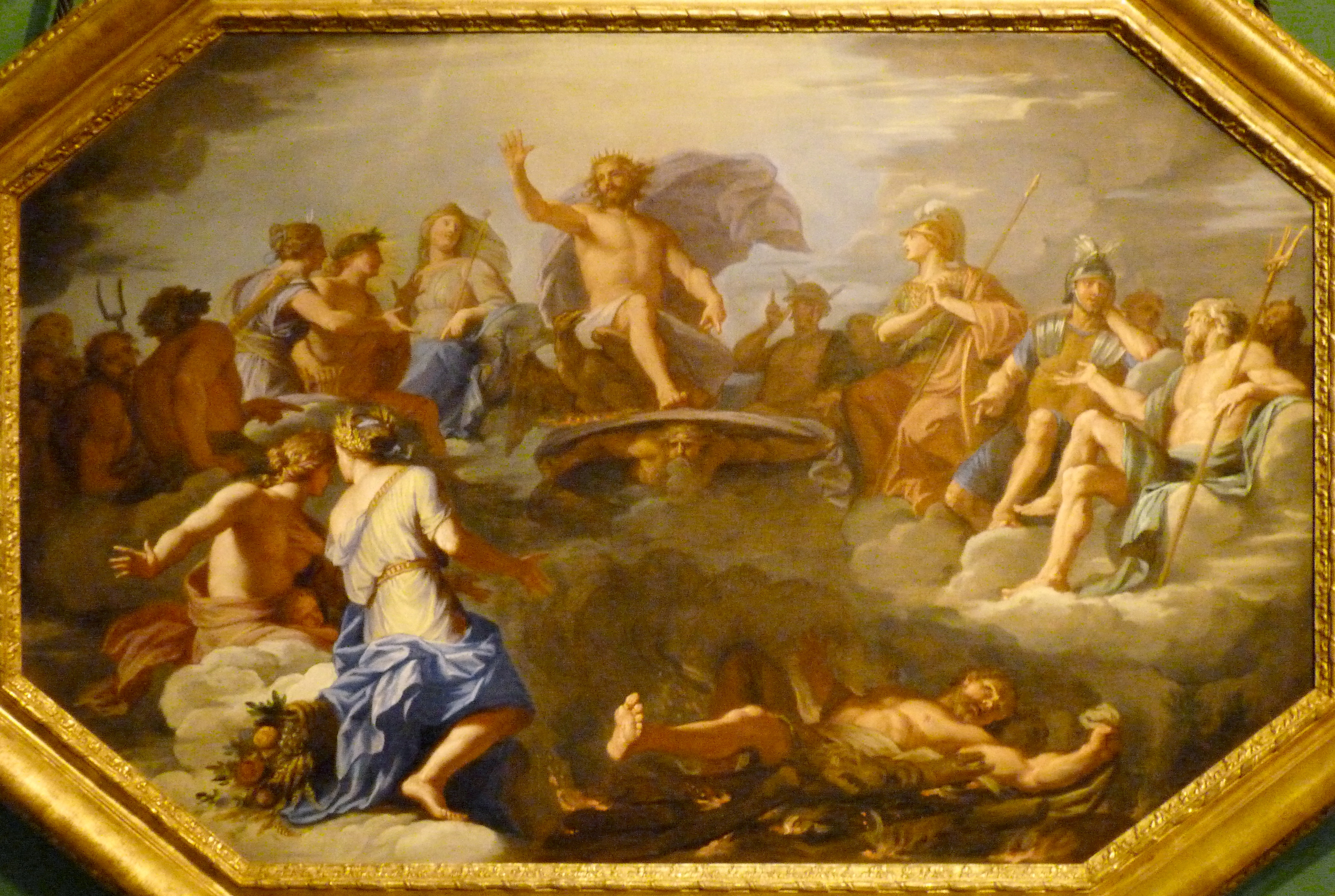
Morte di Ercole
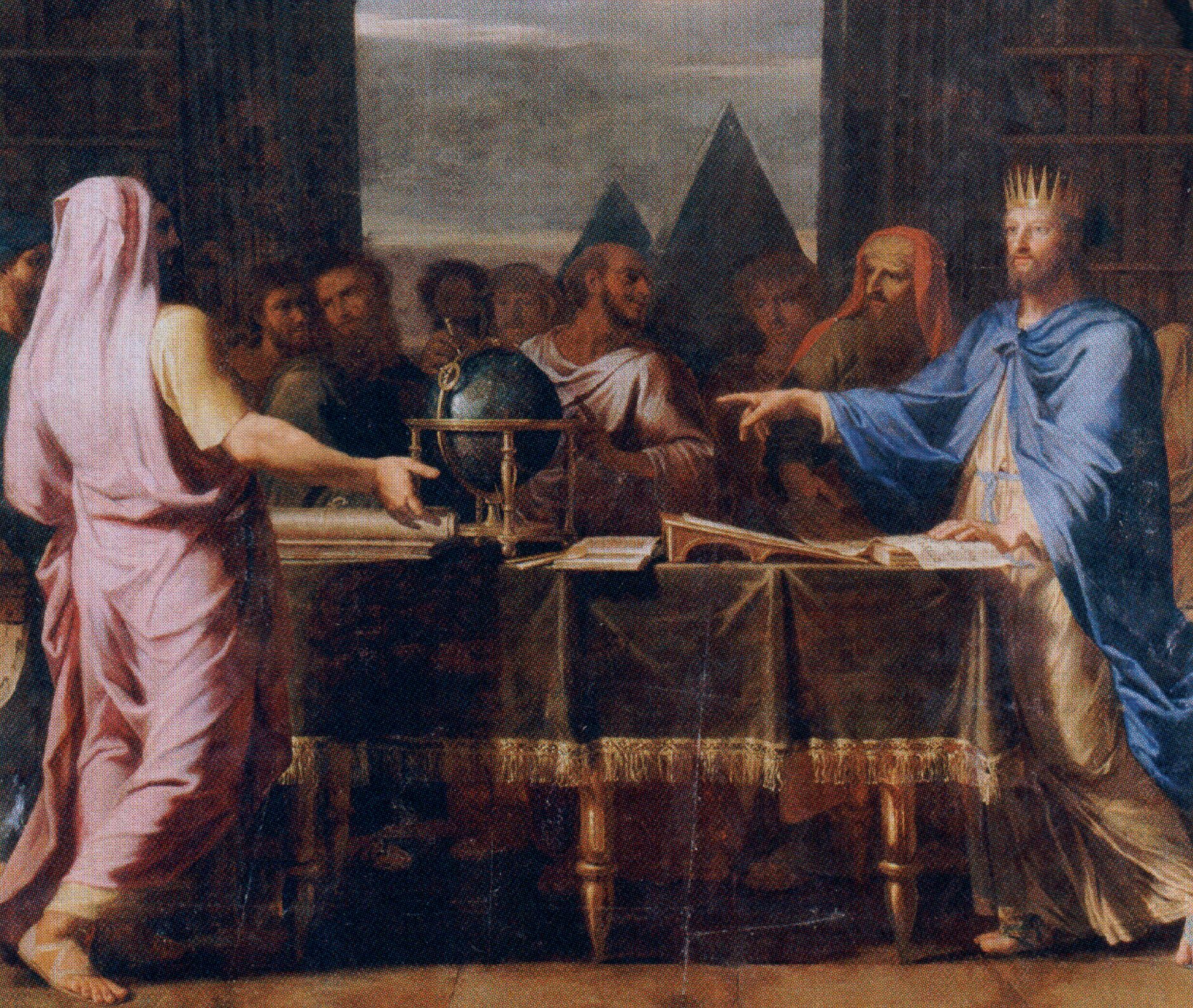
Tolomeo II e i dotti ebrei traduttori della Bibbia
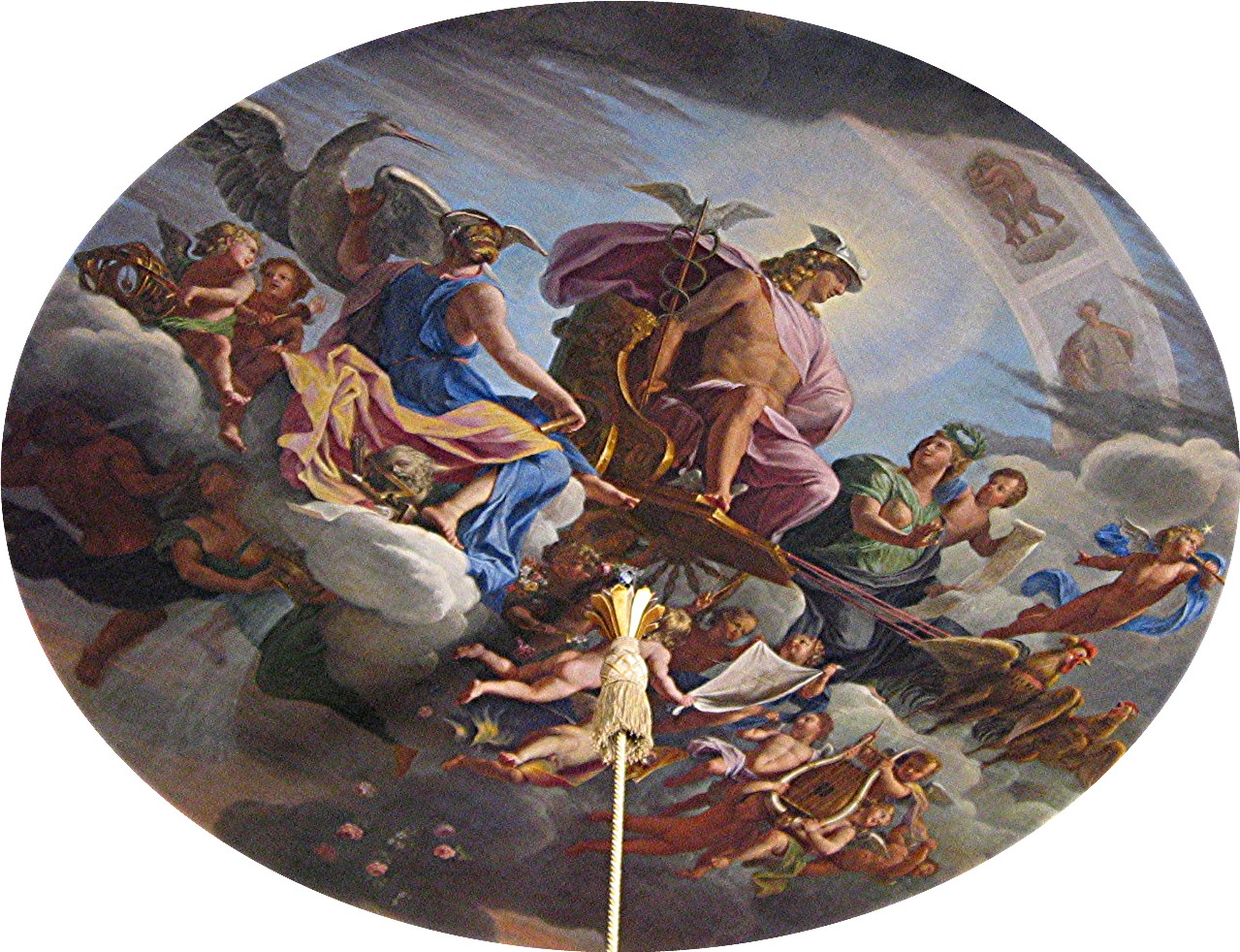
Hermes
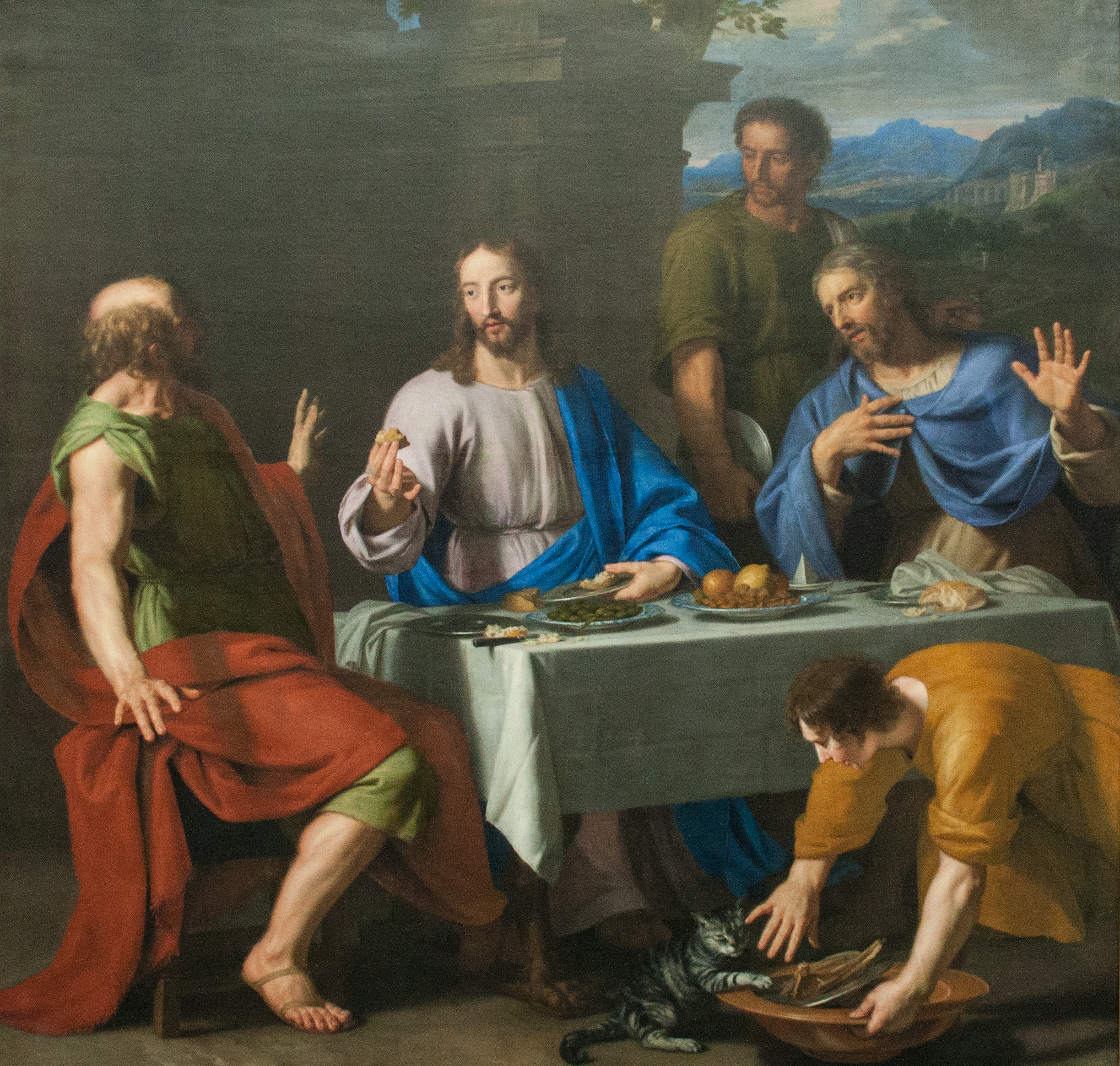
La cena di Emmaus
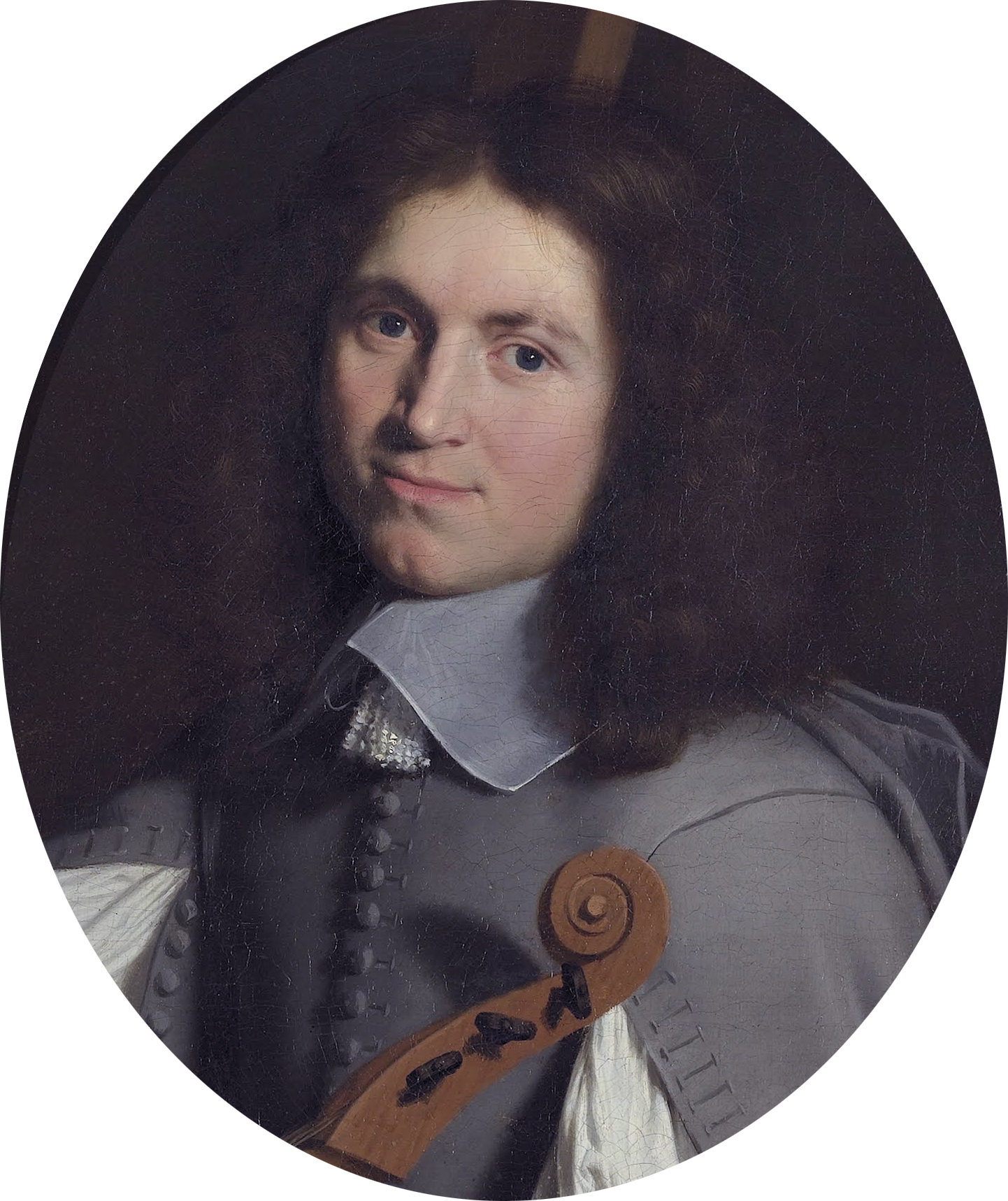
Nicolas de Plattemontagne